# Villa Muniria
La Villa Muniria es el nombre que recibe un hotel en la ciudad de Tánger, al norte del país africano de Marruecos. Es conocido por ser el lugar donde el escritor estadounidense William S. Burroughs escribió su famosa novela Naked Lunch (literalmente: "El almuerzo desnudo") Muchos otros miembros de la Generación Beat también visitaron el hotel en el momento, incluyendo a Jack Kerouac, Allen Ginsberg y Peter Orlovsky. El hotel todavía funciona hoy bajo el nombre de Hotel el Muniria.